# Miloslav Pokorný
Miloslav Pokorný (5. října 1926 Praha – 8. listopadu 1948 La Manche) byl český a československý hokejista.

## Hokejová kariéra
Za žáky a dorost hrával za LTC Praha, kde patřil do proslulé líhně Vladimíra Zábrodského staršího. V nejvyšší soutěži nastupoval za SK Podolí, později LTC Praha. Jednalo se o mimořádně talentovaného obránce, jehož schopnosti ale vynikaly v ofenzívě. Československo reprezentoval na Mistrovství světa 1947, které s týmem vyhrál, a na Zimních olympijských hrách 1948, kde Čechoslováci získali stříbrné medaile.
Pokorný zemřel ve věku 22 let při leteckém neštěstí při letu československého reprezentačního mužstva z Paříže do Londýna nad kanálem La Manche. Před leteckým neštěstím narukoval do ATK Praha, dres klubu nestihl v lize obléknout. V reprezentaci odehrál 19 zápasů.
V roce 1968 byl vyznamenán titulem zasloužilý mistr sportu in memoriam. V roce 2010 byl uveden do Síně slávy českého hokeje.